# Michael Bloomfield
Michael John Bloomfield (* 16. březen 1959 Flint, Michigan) je vojenský letec a astronaut USA. Stal se 364. astronautem Země, v kosmu strávil při svých třech letech 32 dní.

## Životopis
Je absolventem střední školy Lake Fenton High School ve městě Lake Fenton, pak se přihlásil k armádě, zvládl studium na vojenské akademii v Colorado Springs (ukončil roku 1981) a své studium ukončil po mnohaleté přestávce na univerzitě Old Dominion University v Norfolku.
Sloužil u armády jako vojenský letec, dva roky na základně v Německu, jinak v USA. Oženil se s Lori Ann Millerovou. V roce 1995 se přihlásil k NASA, v Houstonu absolvoval v letech 1995–1996 výcvik a byl zařazen mezi jednotku astronautů. U NASA zůstal do roku 2007.

## Lety do vesmíru
V letech 1997 až 2002 absolvoval tři lety v raketoplánu do vesmíru na orbitální stanice Mir, resp.ISS.
- STS-86 , stanice Mir, start 25. září 1997, přistání na Zemi 6. říjen 1997
- STS-97 , stanice ISS, start 1. prosinec 2000, přistání 11. prosinec 2000
- STS-110, stanice ISS, start 8. duben 2002, přistání 19. duben 2002